# Segovellaunes
On nomme Segovellaune un peuple gaulois localisé dans la vallée du Rhône, autour de Valence.
Ce peuple confinait les Tricastins au sud ; les Allobroges au nord. 

## Ethnonymie
L’ethnonyme Segovellaune est un composé du celtique (gaulois) *sego (« victoire, force ») et *uellaunos (« chefs, commandants ») signifie les « chefs victorieux » ou les « forts commandants ».

## Les sources historiques
Ces sources sont récentes, datant du Ier siècle av. J.-C. au plus tard : 
- Pour Pline[2] la région autour Valentia se nomme « regio Segovellaunorum ».
- Ptolémée, dans sa description de la Narbonnaise, localisait les « Segalauni » (sic) au sud des Allobroges et au nord des Cavares et leur attribuait Valentia (aujourd'hui Valence) comme ville principale[3].

Cependant, selon Pline l'Ancien, Valence se trouvait « dans le territoire des Cavares ».
Les Segovellauni appartenant à leur confédération, la métonymie n’est en rien étonnante ici et cette précision de Pline corrobore les données de Strabon, qui attribuait au grand peuple des Cavares tout le pays compris entre la Durance et « le confluent de l’Isère et du Rhône, au point où le Mont Cemmène vient en quelque sorte rejoindre le Rhône ».

## Le territoire des Segovellaunes
Les Segovellaunes, à l’époque préromaine, étaient géographiquement situés de part et d'autre du Rhône moyen, et toute la plaine de Valence, l'actuel Valentinois, leur appartenait.
- Il semble que l’Isère ait été la frontière entre les Allobroges, au nord, et les Segovellaunes, au sud, mais la confluence devait appartenir à ces derniers.
- À l’est de la plaine valentinoise, le versant occidental du Vercors, puissante barrière naturelle, était une limite entre le territoire voconce, englobant le Vercors, et la plaine valentinoise des Segovellaunes.
- Ces derniers devaient s’étendre jusqu’aux collines boisées de Marsanne, au sud de la rivière Drôme, peut-être jusque dans la plaine de Montélimar.
- Si l'on considère l'oppidum du Malpas comme chef-lieu, le vaste domaine des Segovellaunes devait également s'étendre à l’ouest, sur la rive droite du Rhône, dans la région montagneuse comprise entre l’Eyrieux et le Doux, dans l'actuel Haut-Vivarais. Le découpage du diocèse médiéval plaide également en ce sens.

## Histoire
Les Segovellaunes furent soumis en 120 av. J.-C. par Rome, après la bataille du confluent Isère-Rhône entre Rome, les Allobroges et les Arvernes.
La révolte de Catugnatus éclata en 62 av. J.-C..  Elle pourrait être liée aux Segovellaunes, l'oppidum de Solonion pouvant correspondre au site de Soyons. 
La défaite des gaulois explique l'implantation d'une colonie romaine du nom de Valentia fondée face à l'oppidum du Malpas à Soyons, sans doute dans la deuxième moitié du Ier siècle av. J.-C.
La colonisation romaine est associée à l'implantation d'une centuriation romaine, (cadastration) en territoire segovellaune. 
En fait, deux cadastres se succèdent, nommées successivement Valence A (orientation à 12°5 est) et Valence B (orientation à 21° est).

## Habitat
Leur oppidum pouvait être le site du Malpas à Soyons, où des fouilles menées dans les années 1960 ont permis les premières observations d'habitats protohistoriques. Au pied de l'oppidum, dans le quartier de Brégoule, des traces d'habitat du Ve siècle av.n.è. ont été partiellement fouillées. Elles ont fourni des preuves d'un artisanat du bronze ainsi que le développement des échanges précoces avec les mondes étrusques (canthares) et grecs (amphores vinaires de Massalia et céramique pseudo-ionienne) des ateliers du Pègue (Drôme).